# Karlıtepe, Gaziosmanpaşa
Karlıtepe là một xã thuộc huyện Gaziosmanpaşa, tỉnh Istanbul, Thổ Nhĩ Kỳ.